# أنتوني جيمس (رسام)
أنتوني جيمس (بالإنجليزية: Anthony James)‏ هو نحات ورسام بريطاني، ولد في 1974 في إنجلترا في المملكة المتحدة.